# 海の進軍
「海の進軍」（うみのしんぐん）は、1941年（昭和16年）5月25日にコロムビアレコードから発売された軍歌。
また、同名の斉藤丑松作曲の行進曲。

## 概要
詞は海軍省と読売新聞が公募し、一般人の海老沼正男の詞「海国魂の歌」が選ばれた（採用にあたり改題）。曲は古関裕而、編曲は奥山貞吉によってつけられた。吹き込みは、伊藤久男、藤山一郎、二葉あき子の3人によって行われた。B面は「そうだその意気」。
またこの歌曲とは別に、海軍軍楽隊の斉藤丑松が同歌詞で別曲の「海の進軍」を・さらにそれをトリオに入れた行進曲「海の進軍」を作曲している。